# David Vaughan
David Owen Vaughan (Abergele, 18 febbraio 1983) è un ex calciatore gallese, di ruolo centrocampista.
Vaughan ha iniziato la sua carriera con il Crewe Alexandra per sette anni, dal 2000 al 2007. Ha poi giocato una stagione in Spagna con il Real Sociedad prima di tornare in Inghilterra, giocando con le maglie del Blackpool per tre stagioni e due stagioni con il Sunderland.
Tra il 2003 e il 2016 ha vestito anche la maglia della nazionale gallese, con cui ha partecipato all'Europeo 2016.

## Carriera

### Club

#### Crewe Alexandra
Vaughan è nato ad Abergele, nel distretto di Conwy, iniziò la sua carriera nelle giovanili del Crewe Alexandra. Iniziò giocando come terzino, ma Dario Gradi, allenatore delle giovanili, decise di trasformarlo in un centrocampista sinistro. Vaughan fece il suo debutto con la maglia dei Railwaymen il 19 agosto 2000, nella partita pareggiata per 0-0 contro il Blackburn Rovers. Fu la sua unica partita giocata nella stagione. La stagione successiva, David collezionò 16 presenze e segnò il suo primo gol il 26 gennaio 2002 nella partita vinta per 4-2 contro il Rotherham United, gara valida per il quarto turno di FA Cup. Il Crewe finì la stagione al ventiduesimo posto, venendo così retrocessa in Division Two.
Nella stagione 2002-03 Vaughan giocò 40 partite, segnando quattro reti e riuscendo a far risalire in First Division il Crewe, grazie al secondo posto in classifica finale. Sempre in quella stagione, Vaughan segnò il primo gol nella larga vittoria per 8-0 contro il Doncaster Rovers nei quarti di finale del Football League Trophy, gara disputata il 10 dicembre 2002. Solo sedici giorni dopo, Vaughan mise a segno il suo primo gol in campionato nella partita giocata a Whaddon Road contro il Cheltenham Town, vinta per 4-0.
Nella stagione successiva, Vaughan collezionò 33 presenze mentre il Crewe finì diciottesimo in campionato. Durante il campionato 2004-05 Vaughan invece giocò ben 48 partite, andando a segno per sei volte nel nuovo campionato, la Championship. Il Crewe Alexandra riuscì ad evitare la retrocessione grazie alla differenza reti favorevole, la quale punì invece il Gillingham, retrocessione che però arrivò l'anno successivo, che vide Vaughan in campo per 36 volte, segnando cinque gol.
Nell'anno del ritorno in League One, Vaughan giocò 35 volte, segnando cinque reti. La stagione 2007-08 vide Vaughan in campo per una sola partita, perché il 17 agosto il Crewe accettò l'offerta di 300.000 sterline da parte della squadra spagnola del Real Sociedad.

#### Real Sociedad
Il trasferimento divenne ufficiale il 23 agosto 2007, dopo il colloquio tra Vaughan e Chris Coleman, il quale era stato scelto come allenatore della squadra spagnola, due mesi dopo la retrocessione del Real Sociedad dalla Liga alla Segunda División. Coleman però lasciò il proprio incarico il 16 gennaio 2008, decisione che pesò sul futuro di Vaughan che finì la stagione con sole 9 presenze e un solo gol segnato, mentre il Real Sociedad arrivò quarto in classifica, mancando la possibilità di risalire subito nella Liga.

#### Blackpool
Il 4 agosto 2008 Vaughan torna in Inghilterra, firmando per il Blackpool, club militante nella Championship, trasferimento costato 200.000 sterline ai Seasiders. Vaughan firma un biennale con un'opzione per il terzo anno.
Vaughan debutta con la nuova maglia il 9 agosto 2008, entrando nel secondo tempo nella partita persa per 0-1 contro il Bristol City. Il suo primo gol lo segna nella partita casalinga persa per 2-3 contro il Doncaster Rovers il 7 febbraio 2009. A fine anno Vaughan vanta 35 presenze.
Il suo primo gol nella stagione successiva lo mette a segno il 17 ottobre 2009 nella partita casalinga contro il Plymouth Argyle, vinta per 2-0. Dopo la sua performance nella vittoria per 2-0 contro il Reading del 20 gennaio 2010, viene nominato nella Team of the Week della Championship. Viene ancora nominato nell'undici della Team of the Week l'undicesima settimana di campionato, insieme al suo compagno Neal Eardley.
Il 26 febbraio 2011 Vaughan diventa capitano del Blackpool per una partita, a causa dell'assenza di Charlie Adam.
Il 13 giugno 2011 viene annunciato che Vaughan e la dirigenza non riuscirono ad accordarsi per un nuovo contratto, portando così alla partenza del giocatore, che dichiarò di voler continuare a giocare in Premier League, se possibile.

#### Sunderland
L'8 luglio 2011 il Sunderland firma Vaughan per tre anni, dopo l'esito positivo dei test medici. Vaughan fa il suo debutto con la nuova maglia nella prima giornata di campionato, uscendo dalla panchina nella gara contro il Liverpool. Dopo diverse gare in panchina, Vaughan prende il posto di Lee Cattermole come centrocampista centrale nella gara interna contro lo Stoke City, venendo scelto come man-of-the-match nella prima vittoria del Sunderland in campionato. Vaughan segna il suo primo gol contro il Blackburn Rovers, grazie ad un tiro da più di 20 metri all'ottantesimo minuto, gol che aiutò i Black Cats a vincere la gara. Il secondo gol della stagione, Vaughan lo firma il 4 gennaio 2012 nella vittoria per 4-1 contro il Wigan al DW Stadium.
Il 14 aprile 2013, nel North East derby contro i rivali del Newcastle United, Vaughan segna il terzo gol della partita che riuscì ad assicurare a Paolo Di Canio la sua prima vittoria come allenatore dei Black Cats, grazie ad un tiro all'interno dell'area di rigore all'ottantaduesimo minuto. Vaughan partì titolare nell'ultima partita di campionato contro il Tottenham Hotspur, ma venne espulso per due interventi in ritardo che gli costarono due cartellini gialli. Il Sunderland perse la gara per 1-0 con un gol all'ultimo minuto di Gareth Bale.

#### Nottingham Forest
Il 31 ottobre Vaughan passa al Nottingham Forest in prestito fino al 29 gennaio 2014. Nonostante le sole sei partite giocate con la maglia dei Reds a causa degli infortuni, il Forest decide di prolungare il prestito fino alla fine della stagione. Poco dopo il rinnovo, Vaughan si rompe la rotula, tenendolo fuori per altri tre mesi. Il 20 aprile 2014 il Nottingham Forest annuncia l'ingaggio di Vaughan con un contratto valido per i prossimi due anni, una volta che il suo contratto con il Sunderland scadrà il 1 luglio 2014. La stagione 2014-15 di Vaughan con la maglia del Forest non lo vede protagonista, sempre a causa dell'infortunio patito la stagione precedente; i primi novanta minuti li gioca con il Forest Under-21 il 26 agosto 2016 nella gara contro lo Sheffield Wednesday Under-21.
La prima partita con la prima squadra avviene durante la vittoria per 5-3 contro il Fulham il 17 settembre 2014, senza però giocare la partita. La prima partita giocata da Vaughan dopo aver firmato per il Forest risale al 20 settembre 2014, partita giocata contro il Millwall al The Den e finita 0-0.
Il 22 agosto 2015, Vaughan segna il suo primo gol con il Forest, nel pareggio in trasferta contro il Bolton Wanderers nella gara valida per la Championship, entrando dalla panchina al posto di Kyle Ebecilio.

### Nazionale
Vaughan ha giocato due partite con la maglia della nazionale Under-19 del Galles nel 2002, segnando un gol. Dal 2002 al 2005 Vaughan veste la maglia della selezione Under-21 per otto volte, segnando complessivamente tre gol.
Il debutto con la nazionale maggiore avviene il 26 maggio 2013, nella partita amichevole contro gli Stati Uniti, finita 2-0 per gli americani ma che ha visto protagonista Vaughan per tutti i novanta minuti.
Dal 2009 in poi, Vaughan si guadagna un posto fisso con la maglia dei Dreigiau. Gioca la partita valida per le qualificazioni al Mondiale 2010 contro la selezione finlandese, gara giocata allo stadio olimpico di Helsinki e persa per 2-1. Vaughan servì l'assist per il momentaneo pareggio per 1-1 segnato da Craig Bellamy al diciassettesimo minuto. Quattro giorni dopo Vaughan segna la sua prima rete in un match internazionale, grazie all'assist di Gareth Bale, partita vinta per 2-0 contro il Liechtenstein nella gara giocata al Rheinpark Stadion di Vaduz.
Viene convocato per gli Europei 2016 in Francia.

## Statistiche

### Presenze e reti nei club
Statistiche aggiornate al 17 maggio 2018.
| Stagione                 | Squadra                  | Campionato               | Campionato | Campionato | Coppe nazionali | Coppe nazionali | Coppe nazionali | Coppe continentali | Coppe continentali | Coppe continentali | Altre coppe | Altre coppe | Altre coppe | Totale | Totale |
| Stagione                 | Squadra                  | Comp                     | Pres       | Reti       | Comp            | Pres            | Reti            | Comp               | Pres               | Reti               | Comp        | Pres        | Reti        | Pres   | Reti   |
| ------------------------ | ------------------------ | ------------------------ | ---------- | ---------- | --------------- | --------------- | --------------- | ------------------ | ------------------ | ------------------ | ----------- | ----------- | ----------- | ------ | ------ |
| 2000-2001                | Crewe Alexandra          | FD                       | 1          | 0          | FACup+CdL       | 0               | 0               | -                  | -                  | -                  | FLT         | 0           | 0           | 1      | 0      |
| 2001-2002                | Crewe Alexandra          | FD                       | 13         | 0          | FACup+CdL       | 3+0             | 1               | -                  | -                  | -                  | FLT         | 0           | 0           | 16     | 1      |
| 2002-2003                | Crewe Alexandra          | SD                       | 32         | 3          | FACup+CdL       | 4+1             | 0               | -                  | -                  | -                  | FLT         | 2           | 1           | 39     | 4      |
| 2003-2004                | Crewe Alexandra          | FD                       | 31         | 0          | FACup+CdL       | 0+2             | 0               | -                  | -                  | -                  | FLT         | 0           | 0           | 33     | 0      |
| 2004-2005                | Crewe Alexandra          | FLC                      | 44         | 6          | FACup+CdL       | 1+3             | 0               | -                  | -                  | -                  | -           | -           | -           | 48     | 6      |
| 2005-2006                | Crewe Alexandra          | FLC                      | 34         | 5          | FACup+CdL       | 1+1             | 0               | -                  | -                  | -                  | -           | -           | -           | 36     | 5      |
| 2006-2007                | Crewe Alexandra          | FL1                      | 29         | 4          | FACup+CdL       | 0+3             | 0               | -                  | -                  | -                  | FLT         | 3           | 0           | 35     | 4      |
| ago. 2007                | Crewe Alexandra          | FL1                      | 1          | 0          | FACup+CdL       | 0               | 0               | -                  | -                  | -                  | FLT         | 0           | 0           | 1      | 0      |
| Totale Crewe Alexandra   | Totale Crewe Alexandra   | Totale Crewe Alexandra   | 185        | 18         |                 | 19              | 1               |                    | -                  | -                  |             | 5           | 1           | 209    | 20     |
| ago. 2007-2008           | Real Sociedad            | SD                       | 9          | 1          | CR              | 0               | 0               | -                  | -                  | -                  | -           | -           | -           | 9      | 1      |
| 2008-2009                | Blackpool                | FLC                      | 33         | 1          | FACup+CdL       | 1+1             | 0               | -                  | -                  | -                  | -           | -           | -           | 35     | 1      |
| 2009-2010                | Blackpool                | FLC                      | 41+3       | 1          | FACup+CdL       | 1+1             | 0+1             | -                  | -                  | -                  | -           | -           | -           | 46     | 2      |
| 2010-2011                | Blackpool                | PL                       | 35         | 2          | FACup+CdL       | 0               | 0               | -                  | -                  | -                  | -           | -           | -           | 35     | 2      |
| Totale Blackpool         | Totale Blackpool         | Totale Blackpool         | 109+3      | 4          |                 | 4               | 1               |                    | -                  | -                  |             | -           | -           | 116    | 5      |
| 2011-2012                | Sunderland               | PL                       | 22         | 2          | FACup+CdL       | 4+1             | 0               | -                  | -                  | -                  | -           | -           | -           | 27     | 2      |
| 2012-2013                | Sunderland               | PL                       | 24         | 1          | FACup+CdL       | 2+2             | 0               | -                  | -                  | -                  | -           | -           | -           | 28     | 1      |
| ott. 2013                | Sunderland               | PL                       | 3          | 0          | FACup+CdL       | 0+1             | 0               | -                  | -                  | -                  | -           | -           | -           | 4      | 0      |
| Totale Sunderland        | Totale Sunderland        | Totale Sunderland        | 49         | 3          |                 | 10              | 0               |                    | -                  | -                  |             | -           | -           | 59     | 3      |
| ott. 2013-2014           | Nottingham Forest        | FLC                      | 9          | 0          | FACup+CdL       | 1+0             | 0               | -                  | -                  | -                  | -           | -           | -           | 10     | 0      |
| 2014-2015                | Nottingham Forest        | FLC                      | 13         | 0          | FACup+CdL       | 1+1             | 0               | -                  | -                  | -                  | -           | -           | -           | 15     | 0      |
| 2015-2016                | Nottingham Forest        | FLC                      | 35         | 1          | FACup+CdL       | 1+1             | 0               | -                  | -                  | -                  | -           | -           | -           | 37     | 1      |
| 2016-2017                | Nottingham Forest        | FLC                      | 31         | 0          | FACup+CdL       | 0+2             | 1               | -                  | -                  | -                  | -           | -           | -           | 33     | 1      |
| 2017-2018                | Nottingham Forest        | FLC                      | 14         | 0          | FACup+CdL       | 2+0             | 0               | -                  | -                  | -                  | -           | -           | -           | 16     | 0      |
| Totale Nottingham Forest | Totale Nottingham Forest | Totale Nottingham Forest | 102        | 1          |                 | 9               | 1               |                    | -                  | -                  |             | -           | -           | 111    | 2      |
| Totale carriera          | Totale carriera          | Totale carriera          | 457        | 27         |                 | 42              | 3               |                    | -                  | -                  |             | 5           | 1           | 504    | 31     |

### Cronologia presenze e reti in nazionale
| Cronologia completa delle presenze e delle reti in nazionale ― Galles | Cronologia completa delle presenze e delle reti in nazionale ― Galles | Cronologia completa delle presenze e delle reti in nazionale ― Galles | Cronologia completa delle presenze e delle reti in nazionale ― Galles | Cronologia completa delle presenze e delle reti in nazionale ― Galles | Cronologia completa delle presenze e delle reti in nazionale ― Galles | Cronologia completa delle presenze e delle reti in nazionale ― Galles | Cronologia completa delle presenze e delle reti in nazionale ― Galles |
| Data                                                                  | Città                                                                 | In casa                                                               | Risultato                                                             | Ospiti                                                                | Competizione                                                          | Reti                                                                  | Note                                                                  |
| --------------------------------------------------------------------- | --------------------------------------------------------------------- | --------------------------------------------------------------------- | --------------------------------------------------------------------- | --------------------------------------------------------------------- | --------------------------------------------------------------------- | --------------------------------------------------------------------- | --------------------------------------------------------------------- |
| 26-5-2003                                                             | San Jose                                                              | Stati Uniti                                                           | 2 – 0                                                                 | Galles                                                                | Amichevole                                                            | -                                                                     |                                                                       |
| 31-3-2004                                                             | Budapest                                                              | Ungheria                                                              | 1 – 2                                                                 | Galles                                                                | Amichevole                                                            | -                                                                     | 66’                                                                   |
| 17-8-2005                                                             | Cardiff                                                               | Galles                                                                | 0 – 0                                                                 | Slovenia                                                              | Amichevole                                                            | -                                                                     | 63’                                                                   |
| 8-10-2005                                                             | Belfast                                                               | Irlanda del Nord                                                      | 2 – 3                                                                 | Galles                                                                | Qual. Mondiali 2006                                                   | -                                                                     | 77’                                                                   |
| 12-10-2005                                                            | Cardiff                                                               | Galles                                                                | 2 – 0                                                                 | Azerbaigian                                                           | Qual. Mondiali 2006                                                   | -                                                                     |                                                                       |
| 16-11-2005                                                            | Limassol                                                              | Cipro                                                                 | 1 – 0                                                                 | Galles                                                                | Amichevole                                                            | -                                                                     | 66’                                                                   |
| 27-5-2006                                                             | Graz                                                                  | Trinidad e Tobago                                                     | 1 – 2                                                                 | Galles                                                                | Amichevole                                                            | -                                                                     | 55’                                                                   |
| 15-8-2006                                                             | Swansea                                                               | Bulgaria                                                              | 0 – 0                                                                 | Galles                                                                | Amichevole                                                            | -                                                                     | 69’                                                                   |
| 5-9-2006                                                              | Londra                                                                | Brasile                                                               | 2 – 0                                                                 | Galles                                                                | Amichevole                                                            | -                                                                     | 68’                                                                   |
| 6-2-2007                                                              | Belfast                                                               | Irlanda del Nord                                                      | 0 – 0                                                                 | Galles                                                                | Amichevole                                                            | -                                                                     | 46’                                                                   |
| 22-8-2007                                                             | Burgas                                                                | Bulgaria                                                              | 0 – 1                                                                 | Galles                                                                | Amichevole                                                            | -                                                                     |                                                                       |
| 12-9-2007                                                             | Bratislava                                                            | Slovacchia                                                            | 2 – 5                                                                 | Galles                                                                | Qual. Euro 2008                                                       | -                                                                     | 85’                                                                   |
| 17-10-2007                                                            | Serravalle                                                            | San Marino                                                            | 1 – 2                                                                 | Galles                                                                | Qual. Euro 2008                                                       | -                                                                     | 62’                                                                   |
| 20-8-2008                                                             | Swansea                                                               | Galles                                                                | 1 – 2                                                                 | Georgia                                                               | Amichevole                                                            | -                                                                     | 70’                                                                   |
| 10-10-2009                                                            | Helsinki                                                              | Finlandia                                                             | 2 – 1                                                                 | Galles                                                                | Qual. Mondiali 2010                                                   | -                                                                     |                                                                       |
| 14-10-2009                                                            | Vaduz                                                                 | Liechtenstein                                                         | 0 – 2                                                                 | Galles                                                                | Qual. Mondiali 2010                                                   | 1                                                                     |                                                                       |
| 3-3-2010                                                              | Swansea                                                               | Galles                                                                | 0 – 1                                                                 | Svezia                                                                | Amichevole                                                            | -                                                                     |                                                                       |
| 11-8-2010                                                             | Llanelli                                                              | Galles                                                                | 5 – 1                                                                 | Lussemburgo                                                           | Amichevole                                                            | -                                                                     | 46’                                                                   |
| 3-9-2010                                                              | Podgorica                                                             | Montenegro                                                            | 1 – 0                                                                 | Galles                                                                | Qual. Euro 2012                                                       | -                                                                     |                                                                       |
| 8-10-2010                                                             | Cardiff                                                               | Galles                                                                | 0 – 1                                                                 | Bulgaria                                                              | Qual. Euro 2012                                                       | -                                                                     |                                                                       |
| 12-10-2010                                                            | Basilea                                                               | Svizzera                                                              | 4 – 1                                                                 | Galles                                                                | Qual. Euro 2012                                                       | -                                                                     | 89’                                                                   |
| 8-2-2011                                                              | Dublino                                                               | Irlanda                                                               | 3 – 0                                                                 | Galles                                                                | Amichevole                                                            | -                                                                     | 61’                                                                   |
| 26-3-2011                                                             | Cardiff                                                               | Galles                                                                | 0 – 2                                                                 | Inghilterra                                                           | Qual. Euro 2012                                                       | -                                                                     |                                                                       |
| 25-5-2011                                                             | Dublino                                                               | Scozia                                                                | 3 – 1                                                                 | Galles                                                                | Amichevole                                                            | -                                                                     | 72’                                                                   |
| 27-5-2011                                                             | Dublino                                                               | Irlanda del Nord                                                      | 0 – 2                                                                 | Galles                                                                | Amichevole                                                            | -                                                                     |                                                                       |
| 10-8-2011                                                             | Dublino                                                               | Galles                                                                | 1 – 2                                                                 | Australia                                                             | Amichevole                                                            | -                                                                     | 71’                                                                   |
| 2-9-2011                                                              | Cardiff                                                               | Galles                                                                | 2 – 1                                                                 | Montenegro                                                            | Qual. Euro 2012                                                       | -                                                                     |                                                                       |
| 7-10-2011                                                             | Swansea                                                               | Galles                                                                | 0 – 2                                                                 | Svizzera                                                              | Qual. Euro 2012                                                       | -                                                                     | 81’                                                                   |
| 29-2-2012                                                             | Cardiff                                                               | Galles                                                                | 0 – 1                                                                 | Costa Rica                                                            | Amichevole                                                            | -                                                                     | 68’                                                                   |
| 11-9-2012                                                             | Novi Sad                                                              | Serbia                                                                | 6 – 1                                                                 | Galles                                                                | Qual. Mondiali 2014                                                   | -                                                                     | 46’                                                                   |
| 12-10-2012                                                            | Cardiff                                                               | Galles                                                                | 6 – 1                                                                 | Scozia                                                                | Qual. Mondiali 2014                                                   | -                                                                     |                                                                       |
| 16-10-2012                                                            | Osijek                                                                | Croazia                                                               | 2 – 0                                                                 | Galles                                                                | Qual. Mondiali 2014                                                   | -                                                                     |                                                                       |
| 6-2-2013                                                              | Swansea                                                               | Galles                                                                | 2 – 1                                                                 | Austria                                                               | Amichevole                                                            | -                                                                     | 45’                                                                   |
| 6-9-2013                                                              | Skopje                                                                | Macedonia                                                             | 2 – 1                                                                 | Galles                                                                | Qual. Mondiali 2014                                                   | -                                                                     | 85’                                                                   |
| 10-9-2013                                                             | Cardiff                                                               | Galles                                                                | 0 – 3                                                                 | Serbia                                                                | Qual. Mondiali 2014                                                   | -                                                                     | 58’                                                                   |
| 11-10-2013                                                            | Cardiff                                                               | Galles                                                                | 1 – 0                                                                 | Macedonia                                                             | Qual. Mondiali 2014                                                   | -                                                                     |                                                                       |
| 15-10-2013                                                            | Bruxelles                                                             | Belgio                                                                | 1 – 1                                                                 | Galles                                                                | Qual. Mondiali 2014                                                   | -                                                                     |                                                                       |
| 4-6-2014                                                              | Amsterdam                                                             | Paesi Bassi                                                           | 2 – 0                                                                 | Galles                                                                | Amichevole                                                            | -                                                                     | 77’                                                                   |
| 28-3-2015                                                             | Haifa                                                                 | Israele                                                               | 0 – 3                                                                 | Galles                                                                | Qual. Euro 2016                                                       | -                                                                     | 47’                                                                   |
| 13-10-2015                                                            | Cardiff                                                               | Galles                                                                | 2 – 0                                                                 | Andorra                                                               | Qual. Euro 2016                                                       | -                                                                     |                                                                       |
| 24-3-2016                                                             | Cardiff                                                               | Galles                                                                | 1 – 1                                                                 | Bosnia ed Erzegovina                                                  | Amichevole                                                            | -                                                                     | 71’                                                                   |
| 5-6-2016                                                              | Solna                                                                 | Svezia                                                                | 3 – 0                                                                 | Galles                                                                | Amichevole                                                            | -                                                                     | 64’                                                                   |
| Totale                                                                |                                                                       | Presenze                                                              | 42                                                                    |                                                                       | Reti                                                                  | 1                                                                     |                                                                       |